# 白山神社 (平群町)

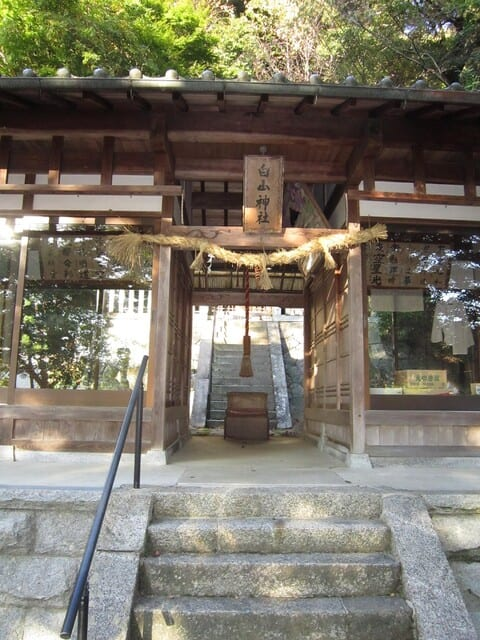
拝殿の前

白山神社 （はくさんじんじゃ）は、奈良県生駒郡平群町福貴に鎮座する神社。旧社格は、村社。

## 解説
平安時代の僧侶である道詮が、三論宗（1950年〈昭和25年〉以降は聖徳宗）の隠居寺として建立した（聖徳太子の建立説もある）慈尊山福貴寺の塔頭三明院の跡に、福貴寺の(神仏習合による)神宮寺として造営された。
しかし、明治初期の神仏分離令以後は、福貴大字全体及び、福貴寺の鎮守社として扱われる。
造営年代は不詳。ただし、地元では白山信仰と関係しており、平安時代の創建ではないかという説もある。
集落の真西に当たる谷向い丘陵の山麓に近く、東向に鎮座する。
二ノ鳥居を潜り石段を上がって、右側に割拝殿が建ち、その奥に素木の流造で屋根が檜皮葺の本殿が建立されている。本殿は、風雨から守るために、覆屋がかけられている。
祭神は、伊弉諾尊、伊弉冉尊。
1892年（明治25年）の明細帳には、「或云白山大神（あるいははくさんのおおかみ）」とも記されている。
本堂内倉庫に、「慈尊山白山大明神」「享保十四年」（1729年）と陽刻されている湯釜が残されている。
境内には、弥勒堂、摂社:若宮社（祭神:天児屋根命）、末社:淡嶋社（祭神:淡嶋大明神）、並びに、弥勒堂の裏を10数メートル登ると、近世の道詮律師の供養墓（貞観十八年十月二日寂）がある。
なお、神社の6m程手前にある祠は、陰石を祀っている。
また、神仏習合による本地仏(ほんじぶつ)として、室町時代に造られたと考えられている、いずれも一木造りの立像の十一面観音菩薩像・阿弥陀如来像・地蔵菩薩像が、奈良国立博物館に寄託されている。